# Temporada 2020-2021 del FC Barcelona
La temporada 2020-21 fou la 121a en la història del Futbol Club Barcelona, i la 90a temporada consecutiva del club en la màxima categoria del futbol espanyol.

## Història

### Agost
el 17 d'agost Quique Setién és acomiadat, no satisfet amb la feina feta.
El 19, el nou entrenador és Ronald Koeman.
el 25, Lionel Messi anuncia que vol deixar Barcelona.
El dia 30, l'equip va reprendre els entrenaments.

### Setembre
El 2 de setembre, Ivan Rakitić torna al Sevilla FC després de sis temporades amb el Barça en què va guanyar tretze títols. Amb 310 partits amb la samarreta blaugrana, és un dels quatre jugadors estrangers que han jugat més partits de la història del club.
El dia 4, Lionel Messi anuncia quedar-se a Barcelona.

## Plantilla
| N. | Pos. | Nac. | Jugador     | Total | Total | Lliga | Lliga | Lliga de Campions | Lliga de Campions | Copa | Copa | Supercopa d'Espanya | Supercopa d'Espanya |
| N. | Pos. | Nac. | Jugador     | PJ    | Gols  | PJ    | Gols  | PJ                | Gols              | PJ   | Gols | PJ                  | Gols                |
| -- | ---- | --- | ----------- | ----- | ----- | ----- | ----- | ----------------- | ----------------- | ---- | ---- | ------------------- | ------------------- |
| 1  | POR  | [[Fitxer:Flag of Germany.svg\|23x15px\|border \|alt=Alemanya\|link=Selecció de futbol d'Alemanya\|{{#if:\|]]                                         | Ter Stegen  | 31    | 0     | 21    | 0     | 5                 | 0                 | 3    | 0    | 2                   | 0                   |
| 2  | DEF  | [[Fitxer:Flag of the Netherlands.svg\|23x15px\|border \|alt=Països Baixos\|link=Selecció de futbol dels Països Baixos\|{{#if:\|]]                    | S. Dest     | 31    | 1     | 21    | 0     | 7                 | 1                 | 2    | 0    | 1                   | 0                   |
| 3  | DEF  | [[Fitxer:Flag of Catalonia.svg\|23x15px\|border \|alt=Catalunya\|link=Selecció de futbol de Catalunya\|{{#if:\|]]                                    | Piqué       | 15    | 2     | 11    | 0     | 3                 | 1                 | 1    | 1    | 0                   | 0                   |
| 4  | DEF  | [[Fitxer:Flag of Uruguay.svg\|23x15px\|border \|alt=Uruguai\|link=Selecció de futbol de l'Uruguai\|{{#if:\|]]                                        | R. Araújo   | 22    | 1     | 14    | 1     | 3                 | 0                 | 3    | 0    | 2                   | 0                   |
| 5  | MIG  | [[Fitxer:Flag of Catalonia.svg\|23x15px\|border \|alt=Catalunya\|link=Selecció de futbol de Catalunya\|{{#if:\|]]                                    | Busquets    | 38    | 0     | 25    | 0     | 6                 | 0                 | 5    | 0    | 2                   | 0                   |
| 7  | DAV  | [[Fitxer:Flag of France (1794–1815, 1830–1974).svg\|23x15px\|border \|alt=França\|link=Selecció de futbol de França\|{{#if:\|]]                      | Griezmann   | 39    | 13    | 25    | 7     | 7                 | 2                 | 5    | 2    | 2                   | 2                   |
| 8  | MIG  | [[Fitxer:Flag of Bosnia and Herzegovina.svg\|23x15px\|border \|alt=Bòsnia i Hercegovina\|link=Selecció de futbol de Bòsnia i Hercegovina\|{{#if:\|]] | Pjanić      | 28    | 0     | 17    | 0     | 8                 | 0                 | 1    | 0    | 2                   | 0                   |
| 9  | DAV  | [[Fitxer:Flag of Denmark.svg\|23x15px\|border \|alt=Dinamarca\|link=Selecció de futbol de Dinamarca\|{{#if:\|]]                                      | Braithwaite | 35    | 7     | 23    | 2     | 6                 | 3                 | 4    | 2    | 2                   | 0                   |
| 10 | DAV  | [[Fitxer:Flag of Argentina.svg\|23x15px\|border \|alt=Argentina\|link=Selecció de futbol de l'Argentina\|{{#if:\|]]                                  | Messi       | 36    | 27    | 25    | 21    | 6                 | 5                 | 4    | 1    | 1                   | 0                   |
| 11 | DAV  | [[Fitxer:Flag of France (1794–1815, 1830–1974).svg\|23x15px\|border \|alt=França\|link=Selecció de futbol de França\|{{#if:\|]]                      | Dembélé     | 34    | 7     | 21    | 3     | 6                 | 2                 | 5    | 2    | 2                   | 0                   |
| 12 | MIG  | [[Fitxer:Flag of Catalonia.svg\|23x15px\|border \|alt=Catalunya\|link=Selecció de futbol de Catalunya\|{{#if:\|]]                                    | Riqui Puig  | 18    | 1     | 9     | 1     | 4                 | 0                 | 3    | 0    | 2                   | 0                   |
| 13 | POR  | [[Fitxer:Flag of Brazil.svg\|23x15px\|border \|alt=Brasil\|link=Selecció de futbol del Brasil\|{{#if:\|]]                                            | Neto        | 11    | 0     | 6     | 0     | 3                 | 0                 | 2    | 0    | 0                   | 0                   |
| 14 | MIG  | [[Fitxer:Flag of Brazil.svg\|23x15px\|border \|alt=Brasil\|link=Selecció de futbol del Brasil\|{{#if:\|]]                                            | Coutinho    | 14    | 2     | 12    | 1     | 2                 | 1                 | 0    | 0    | 0                   | 0                   |
| 15 | DEF  | [[Fitxer:Flag of France (1794–1815, 1830–1974).svg\|23x15px\|border \|alt=França\|link=Selecció de futbol de França\|{{#if:\|]]                      | Lenglet     | 38    | 1     | 24    | 1     | 8                 | 0                 | 4    | 0    | 2                   | 0                   |
| 16 | MIG  | [[Fitxer:Flag of Spain.svg\|23x15px\|border \|alt=Espanya\|link=Selecció de futbol d'Espanya\|{{#if:\|]]                                             | Pedri       | 41    | 3     | 27    | 2     | 7                 | 1                 | 5    | 0    | 2                   | 0                   |
| 17 | DAV  | [[Fitxer:Flag of Portugal.svg\|23x15px\|border \|alt=Portugal\|link=Selecció de futbol de Portugal\|{{#if:\|]]                                       | Trincão     | 35    | 3     | 21    | 3     | 7                 | 0                 | 5    | 0    | 2                   | 0                   |
| 18 | DEF  | [[Fitxer:Flag of Catalonia.svg\|23x15px\|border \|alt=Catalunya\|link=Selecció de futbol de Catalunya\|{{#if:\|]]                                    | Jordi Alba  | 37    | 5     | 24    | 3     | 7                 | 0                 | 4    | 2    | 2                   | 0                   |
| 19 | MIG  | [[Fitxer:Flag of Brazil.svg\|23x15px\|border \|alt=Brasil\|link=Selecció de futbol del Brasil\|{{#if:\|]]                                            | Fernandes   | 2     | 0     | 0     | 0     | 2                 | 0                 | 0    | 0    | 0                   | 0                   |
| 20 | MIG  | [[Fitxer:Flag of Catalonia.svg\|23x15px\|border \|alt=Catalunya\|link=Selecció de futbol de Catalunya\|{{#if:\|]]                                    | S. Roberto  | 12    | 1     | 8     | 1     | 3                 | 0                 | 1    | 0    | 0                   | 0                   |
| 21 | MIG  | [[Fitxer:Flag of the Netherlands.svg\|23x15px\|border \|alt=Països Baixos\|link=Selecció de futbol dels Països Baixos\|{{#if:\|]]                    | De Jong     | 40    | 6     | 27    | 3     | 7                 | 0                 | 4    | 2    | 2                   | 1                   |
| 22 | DAV  | [[Fitxer:Flag of Spain.svg\|23x15px\|border \|alt=Espanya\|link=Selecció de futbol d'Espanya\|{{#if:\|]]                                             | Fati        | 10    | 5     | 7     | 4     | 3                 | 1                 | 0    | 0    | 0                   | 0                   |
| 23 | DEF  | [[Fitxer:Flag of France (1794–1815, 1830–1974).svg\|23x15px\|border \|alt=França\|link=Selecció de futbol de França\|{{#if:\|]]                      | Umtiti      | 13    | 0     | 10    | 0     | 1                 | 0                 | 2    | 0    | 0                   | 0                   |
| 24 | DEF  | [[Fitxer:Flag of Spain.svg\|23x15px\|border \|alt=Espanya\|link=Selecció de futbol d'Espanya\|{{#if:\|]]                                             | Firpo       | 17    | 1     | 6     | 1     | 6                 | 0                 | 4    | 0    | 1                   | 0                   |
| 28 | DEF  | [[Fitxer:Flag of Catalonia.svg\|23x15px\|border \|alt=Catalunya\|link=Selecció de futbol de Catalunya\|{{#if:\|]]                                    | Mingueza    | 29    | 1     | 18    | 1     | 5                 | 0                 | 4    | 0    | 2                   | 0                   |

Última actualització: 15 de març de 2021

## Resultats
Victòria
      Empat
      Derrota

### Lliga

#### Partits Anada
| 24 de febrer de 2021 | FC Barcelona              | 3–0     | Elx CF | Barcelona                                   |  |
| 19:00 CET Jornada 1  | Messi 48', 68' · Alba 73' | Informe |        | Camp Nou · 0 espectadors · Diaz Escuderos · |  |

| 6 de gener de 2021  | Athletic Club             | 2–3     | FC Barcelona               | Bilbao                                                |  |
| 21:00 CET Jornada 2 | Williams 3' · Muniain 90' | Informe | 14' Pedri · 38', 62' Messi | San Mamés · 0 espectadors · Carlos del Cerro Grande · |  |

| 27 de setembre de 2020 | FC Barcelona                                       | 4–0     | Vilareal | Barcelona                                               |  |
| 21:00 CEST Jornada 3   | Fati 15', 19' · Messi 35' (p.) · Torres 45' (p.p.) | Informe |          | Camp Nou · 0 espectadors · Guillermo Cuadra Fernández · |  |

| 1 d'octubre de 2020  | Celta vigo | 0–3     | FC Barcelona                                | Vigo                                                           |  |
| 21:30 CEST Jornada 4 |            | Informe | 11' Fati · 51' (p.p.) Olaza · 90+5' Roberto | Estadi de Balaídos · 0 espectadors · Carlos del Cerro Grande · |  |

| 4 d'octubre de 2020  | FC Barcelona | 1–1     | Sevilla    | Barcelona                                      |  |
| 21:00 CEST Jornada 5 | Coutinho 10' | Informe | 8' de Jong | Camp Nou · 0 espectadors · Jesús Gil Manzano · |  |

| 17 d'octubre de 2020 | Getafe CF     | 1–0     | FC Barcelona | Getafe                                                      |  |
| 21:00 CEST Jornada 6 | Mata 56' (p.) | Informe |              | Coliseum Alfonso Pérez · 0 espectadors · César Soto Grado · |  |

| 24 d'octubre de 2020 | FC Barcelona | 1–3     | Reial Madrid                              | Barcelona                                          |  |
| 16:00 CEST Jornada 7 | Fati 8'      | Informe | 5' Valverde · 63' (p.) Ramos · 90' Modrić | Camp Nou · 0 espectadors · Juan Martínez Munuera · |  |

| 31 d'octubre de 2020 | Deportivo Alavés | 1–1     | FC Barcelona  | Vitòria                                                                   |  |
| 21:00 CET Jornada 8  | Rioja 31'        | Informe | 63' Griezmann | Estadio de Mendizorroza · 0 espectadors · Alejandro Hernández Hernández · |  |

| 7 de novembre de 2020 | FC Barcelona                                                  | 5–2     | Reial Betis                | Barcelona                                               |  |
| 16:15 CET Jornada 9   | Dembélé 22' · Griezmann 49' · Messi 61' (p.), 82' · Pedri 90' | Informe | 45+2' Sanabria · 73' Mòron | Camp Nou · 0 espectadors · Guillermo Cuadra Fernández · |  |

| 21 de novembre de 2020 | Atlètic Madrid | 1–0     | FC Barcelona | Madrid                                                            |  |
| 21:00 CET Jornada 10   | Carrasco 45+3' | Informe |              | Wanda Metropolitano · 0 espectadors · José Luis Munuera Montero · |  |

| 29 de novembre de 2020 | FC Barcelona                                               | 4–0     | Osasuna | Barcelona                                        |  |
| 14:00 CET Jornada 11   | Braithwaite 29' · Griezmann 42' · Coutinho 57' · Messi 73' | Informe |         | Camp Nou · 0 espectadors · Antonio Mateu Lahoz · |  |

| 5 de desembre de 2020 | Cadiz                    | 2–1     | FC Barcelona      | Cadis                                                          |  |
| 21:00 CET Jornada 12  | Giménez 8' · Negredo 63' | Informe | 57' (p.p.) Alcala | Estadio Roman de Carranza · 0 espectadors · César Soto Grado · |  |

| 13 de desembre de 2020 | FC Barcelona | 1–0     | Llevant | Barcelona                                                 |  |
| 21:00 CET Jornada 13   | Messi 76'    | Informe |         | Camp Nou · 0 espectadors · Ricardo de Burgos Bengoetxea · |  |

| 19 de desembre de 2020 | FC Barcelona             | 2–2     | València CF              | Barcelona                                                  |  |
| 16:15 CET Jornada 14   | Messi 45+4' · Araújo 52' | Informe | 29' Diakhaby · 69' Gómez | Camp Nou · 0 espectadors · Alejandro Hernández Hernández · |  |

| 22 de desembre de 2020 | Reial Valladolid | 0–3     | FC Barcelona                              | Valladolid                                           |  |
| 22:00 CET Jornada 15   |                  | Informe | 21' Lenglet · 35' Braithwaite · 65' Messi | José Zorrilla · 0 espectadors · Mario Melero López · |  |

| 29 de desembre de 2020 | FC Barcelona | 1–1     | SD Eibar | Barcelona                                          |  |
| 19:15 CET Jornada 16   | Dembélé 67'  | Informe | 57' Kike | Camp Nou · 0 espectadors · Javier Alberola Rojas · |  |

| 3 de gener de 2021   | Huesca | 0–1     | FC Barcelona | Osca                                                      |  |
| 21:00 CET Jornada 17 |        | Informe | 21' de Jong  | El Alcoraz · 0 espectadors · Guillermo Cuadra Fernández · |  |

| 9 de gener de 2021   | Granada | 0–4     | FC Barcelona                        | Granada                                                                     |  |
| 18:00 CET Jornada 18 |         | Informe | 12', 63' Griezmann · 35', 42' Messi | Estadio Nuevo Los Carmenes · 0 espectadors · Ricardo de Burgos Bengoetxea · |  |

| 16 de desembre de 2020 | FC Barcelona           | 2–1     | Reial Societat | Barcelona                                                |  |
| 21:00 CET Jornada 19   | Alba 31' · de Jong 43' | Informe | 27' José       | Camp Nou · 0 espectadors · José María Sánchez Martínez · |  |

#### Partits Tornada
| 24 de gener de 2021  | Elx CF | 0–2     | FC Barcelona           | Elx                                                               |  |
| 16:15 CET Jornada 20 |        | Informe | 39' de Jong · 89' Puig | Estadi Martínez Valero · 0 espectadors · Valentin Pizarro Gómez · |  |

| 31 de gener de 2021  | FC Barcelona              | 2–1     | Athletic Club   | Barcelona                                        |  |
| 21:00 CET Jornada 21 | Messi 20' · Griezmann 74' | Informe | 49' (p.p.) Alba | Camp Nou · 0 espectadors · Antonio Mateu Lahoz · |  |

| 7 de febrer de 2021 | Reial Betis             | 2–3     | FC Barcelona                              | Seville                                                       |  |
| 21:00 Jornada 22    | Iglesias 38' · Ruiz 75' | Informe | 59' Messi · 68' (p.p.) Ruiz · 87' Trincão | Benito Villamarín · 0 espectadors · Carlos del Cerro Grande · |  |

| 14 de febrer de 2021 | FC Barcelona                                    | 5–1     | Deportivo Alavés | Barcelona                                  |  |
| 21:00 CET Jornada 23 | Trincão 29', 74' · Messi 45+1', 75' · Firpo 80' | Informe | 57' Rioja        | Camp Nou · 0 espectadors · Jorge Vázquez · |  |

| 21 de febrer de 2021 | FC Barcelona   | 1–1     | Cadiz              | Barcelona                                          |  |
| 14:00 CET Jornada 24 | Messi 23' (p.) | Informe | 89' (p.) Fernández | Camp Nou · 0 espectadors · Juan Martínez Munuera · |  |

| 27 de febrer de 2021 | Sevilla | 0–2     | FC Barcelona            | Seville                                                              |  |
| 16:15 CET Jornada 25 |         | Informe | 29' Dembélé · 85' Messi | Estadi Ramón Sánchez Pizjuán · 0 espectadors · Alejandro Hernández · |  |

| 6 de març de 2021    | Osasuna | 0–2     | FC Barcelona          | Pamplona                                                       |  |
| 21:00 CET Jornada 26 |         | Informe | 30' Alba · 83' Moriba | Estadi El Sadar · 0 espectadors · Guillermo Cuadra Fernandez · |  |

| 15 de març de 2021   | FC Barcelona                                  | 4–1     | Huesca         | Barcelona                                        |  |
| 21:00 CET Jornada 27 | Messi 13', 90' · Griezmann 35' · Mingueza 53' | Informe | 45+4' (p.) Mir | Camp Nou · 0 espectadors · Adrian Cordero Vega · |  |

| 21 de març de 2021   | Reial Societat  | 1–6     | FC Barcelona                                                 | Sant Sebastià                                             |  |
| 21:00 CET Jornada 28 | Barrenetxea 77' | Informe | 37' Griezmann · 43', 53' Dest · 56', 89' Messi · 71' Dembélé | Reale Arena · 0 espectadors · Jose Luis Munuera Montero · |  |

| 5 d'abril de 2021     | FC Barcelona | 1–0     | Reial Valladolid | Barcelona                                |  |
| 21:00 CEST Jornada 29 | Dembélé 90'  | Informe |                  | Camp Nou · 0 espectadors · Jamie Latri · |  |

| 10 d'abril de 2021    | Reial Madrid            | 2–1     | FC Barcelona | Madrid                                                          |  |
| 16:00 CEST Jornada 30 | Benzema 13' · Kroos 28' | Informe | 60' Mingueza | Estadi Alfredo Di Stéfano · 0 espectadors · Jesús Gil Manzano · |  |

| 22 d'abril de 2021    | FC Barcelona                                                     | 5–2     | Getafe CF                          | Barcelona                                     |  |
| 22:00 CEST Jornada 31 | Messi 8', 33' · Chakla 28' (p.p.) · Araújo 87' · Griezmann 90+2' | Informe | 15' (p.p.) Lenglet · 69' (p.) Ünal | Camp Nou · 0 espectadors · Figueroa Vázquez · |  |

| 25 d'abril de 2021    | Vila-real CF  | 1–2     | FC Barcelona       | Vila-real                                                         |  |
| 16:15 CEST Jornada 32 | Chukwueze 26' | Informe | 28', 35' Griezmann | Estadi de la Ceràmica · 0 espectadors · Carlos del Cerro Grande · |  |

| 29 d'abril de 2021    | FC Barcelona | 1–2     | Granada                 | Barcelona                                           |  |
| 19:00 CEST Jornada 33 | Messi 23'    | Informe | 63' Machís · 79' Molina | Camp Nou · 0 espectadors · Pablo González Fuertes · |  |

| 2 de maig de 2021     | València CF              | 2–3     | FC Barcelona                   |                                               |  |
| 21:00 CEST Jornada 34 | Paulista 50' · Soler 83' | Informe | 57', 89' Messi · 63' Griezmann | 0 espectadors · José María Sánchez Martínez · |  |

| 8 de maig de 2021     | FC Barcelona | 0–0     | Atlètic Madrid | Barcelona                                        |  |
| 16:15 CEST Jornada 35 |              | Informe |                | Camp Nou · 0 espectadors · Antonio Mateu Lahoz · |  |

| 11 de maig de 2021    | Llevant                             | 3–3     | FC Barcelona                        | València                                                                |  |
| 22:00 CEST Jornada 36 | Melero 57' · Morales 60' · Leon 83' | Informe | 25' Messi · 34' Pedri · 64' Dembélé | Estadi Ciutat de València · 0 espectadors · José Luis Munuera Montero · |  |

| 16 de maig de 2021    | FC Barcelona | 1–2     | Celta de Vigo | Barcelona                                                 |  |
| 18:30 CEST Jornada 37 | Messi 28'    | Informe | 38', 89' Mina | Camp Nou · 0 espectadors · Ricardo de Burgos Bengoetxea · |  |

| 22 de maig de 2021    | SD Eibar | 0–1     | FC Barcelona  | Eibar                                                              |  |
| 18:00 CEST Jornada 38 |          | Informe | 81' Griezmann | Estadi Municipal d'Ipurua · 0 espectadors · Santiago Jaime Latre · |  |

### Copa del Rei
| 21 de gener de 2021  | Cornellà | 0–2     | FC Barcelona                     | Cornella                                                                   |  |
| 21:00 ronda de 32ens |          | Informe | 92' Dembelé · 120+1' Braithwaite | Campo de futbol Municipal de Cornellà · 0 espectadors · Cesar Soto Grado · |  |

| 27 de gener de 2021    | Rayo Vallecano | 1–2     | FC Barcelona            | Madrid                                                             |  |
| 21:00 Vuitens de final | García 63'     | Informe | 69' Messi · 80' de Jong | Estadio de Vallecas · 0 espectadors · Guillermo Cuadra Fernández · |  |

| 3 de febrer de 2021   | Granada                                   | 3–5     | FC Barcelona                                          | Granada                                                                    |  |
| 21:00 Quarts de final | Kenedy 33' · Soldado 47' · Vico 103' (p.) | Informe | 88', 100' Griezmann · 90+2', 113' Alba · 108' de Jong | Estadio Nuevo Los Carmenes · 0 espectadors · José María Sánchez Martínez · |  |

| 10 de febrer de 2021     | Sevilla                  | 2–0     | FC Barcelona | Sevilla                                                              |  |
| 21:00 semifinal - Andada | Koundè 25' · Rakitić 85' | Informe |              | Estadi Ramón Sánchez Pizjuán · 0 espectadors · Antonio Mateu Lahoz · |  |

| 3 de març de 2021         | FC Barcelona                                | 3–0 (Total: 3–2) | Sevilla | Barcelona                                                |  |
| 21:00 semifinal - Tornada | Dembélé 14' · Piqué 90+4' · Braithwaite 95' | Informe          |         | Camp Nou · 0 espectadors · José María Sánchez Martínez · |  |

| 17 d'abril de 2021 | Athletic Club | 0–4     | FC Barcelona                                 | Sevilla                                                            |  |
| 21:30 final        |               | Informe | 60' Griezmann · 63' de Jong · 68', 72' Messi | Estadi Olímpic de la Cartuja · 0 espectadors · Martínez Muntuera · |  |

### Lliga de Campions

#### Fase de grups:G
| Equip        | Pt | J | V | D | P | GM | GC | DG  |
| ------------ | -- | - | - | - | - | -- | -- | --- |
| Juventus FC  | 15 | 6 | 5 | 0 | 1 | 14 | 4  | +10 |
| FC Barcelona | 15 | 6 | 5 | 0 | 1 | 16 | 5  | +11 |
| Dinamo Kíev  | 4  | 6 | 1 | 1 | 4 | 4  | 13 | -9  |
| Ferencvárosi | 1  | 6 | 0 | 1 | 5 | 5  | 17 | -12 |

| 20 d'octubre de 2020 | FC Barcelona                                                       | 5–1     | Ferencvárosi      | Barcelona                                   |  |
| 21:00 CEST Jornada 1 | Messi 27' (p.) · Fati 42' · Coutinho 52' · Pedri 82' · Dembélé 89' | Informe | 70' (p.) Charatin | Camp Nou · 0 espectadors · Sandro Schärer · |  |

| 28 d'octubre de 2020 | Juventus FC | 0–2     | FC Barcelona                   | Turin                                               |  |
| 21:00 CET Jornada 2  |             | Informe | 14' Dembélé · 90+1' (p.) Messi | Juventus Stadium · 0 espectadors · Danny Makkelie · |  |

| 4 de novembre de 2020 | FC Barcelona              | 2–1     | Dinamo Kíev | Barcelona                                   |  |
| 21:00 CET Jornada 3   | Messi 8' (p.) · Piqué 65' | Informe | 75' Viktor  | Camp Nou · 0 espectadors · Micheal Oliver · |  |

| 24 de novembre de 2020 | Dinamo Kíev | 0–4     | FC Barcelona                                           | Kíev                                                 |  |
| 21:00 CET Jornada 4    |             | Informe | 52' Dest · 57', 70' (p.) Braithwaite · 90+2' Griezmann | Estadi Olímpic de Kíev · 0 espectadors · Matej Jug · |  |

| 2 de desembre de 2020 | Ferencvárosi | 0–3     | FC Barcelona                                       | Budapest                                             |  |
| 21:00 CET Jornada 5   |              | Informe | 14' Griezmann · 20' Braithwaite · 28' (p.) Dembélé | Groupama Aréna · 0 espectadors · Aleksey Kulbalkov · |  |

| 8 de desembre de 2020 | FC Barcelona | 0–3     | Juventus FC                               | Barcelona                                   |  |
| 21:00 CET Jornada 6   |              | Informe | 13' (p.), 52' (p.) Ronaldo · 20' McKennie | Camp Nou · 0 espectadors · Tobias Stieler · |  |

#### Fase final
| 16 de febrer de 2021                | FC Barcelona   | 1–4     | Paris Saint-Germain             | Barcelona                                  |  |
| 21:00 CET Vuitens de final - Andada | Messi 27' (p.) | Informe | 32', 65', 85' Mbappé · 70' Kean | Camp Nou · 0 espectadors · Björn Kuipers · |  |

| 10 de març de 2021                   | Paris Saint-Germain | 1–1 (Total: 5–2) | FC Barcelona | París                                                 |  |
| 21:00 CET Vuitens de final - Tornada | Mbappé 30' (p.)     | Informe          | 37' Messi    | Parc dels Prínceps · 0 espectadors · Anthony Taylor · |  |

## Estadístiques

### Estadístiques de l'equip
| Competició          | Primer partit    | Últim partit  | resultat         | Registre | Registre | Registre | Registre | Registre | Registre | Registre | Registre |
| Competició          | Primer partit    | Últim partit  | resultat         | Pts      | Pj       | PG       | PE       | PP       | GF       | GC       | DG       |
| ------------------- | ---------------- | ------------- | ---------------- | -------- | -------- | -------- | -------- | -------- | -------- | -------- | -------- |
| Lliga               | 27 setembre 2020 | 22 maig 2021  | 3rd              | 79       | 38       | 24       | 7        | 7        | 85       | 38       | +47      |
| Copa                | 21 gener 2021    | 27 abril 2021 | Campió           | -        | 6        | 5        | 0        | 1        | 16       | 6        | +10      |
| Supercopa d'Espanya | 13 gener 2021    | 17 gener 2021 | Subcampió        | -        | 2        | 0        | 1        | 1        | 3        | 4        | -1       |
| Lliga de Campions   | 20 octubre 2020  | 8 març 2021   | Vuitens de final | 15       | 8        | 5        | 1        | 2        | 18       | 10       | +8       |
| Total               | Total            | Total         | Total            | -        | 54       | 34       | 9        | 11       | 122      | 58       | +64      |

Note: 
Pts = punts
 Pj = Partits Jugar
PG = Partits Guanyats
 PE = Partits Empatats
 PP = Partits Perdut
 GF = Gols a favor
 GC = Gols en contra
 DG = Diferència de gols

### Rendiment a la lliga
| Jornada  | 1  | 2  | 3  | 4 | 5 | 6 | 7  | 8  | 9 | 10 | 11 | 12 | 13 | 14 | 15 | 16 | 17 | 18 | 19 | 20 | 21 | 22 | 23 | 24 | 25 | 26 | 27 | 28 | 29 | 30 | 31 | 32 | 33 | 34 | 35 | 36 | 37 | 38 |
| -------- | -- | -- | -- | - | - | - | -- | -- | - | -- | -- | -- | -- | -- | -- | -- | -- | -- | -- | -- | -- | -- | -- | -- | -- | -- | -- | -- | -- | -- | -- | -- | -- | -- | -- | -- | -- | -- |
| Terra    | C  | T  | C  | T | C | T | C  | T  | C | T  | C  | T  | C  | C  | T  | C  | T  | T  | C  | T  | C  | T  | C  | C  | T  | T  | C  | T  | C  | T  | C  | T  | C  | T  | C  | T  | C  | T  |
| Resultat | V  | V  | V  | V | E | D | D  | E  | V | D  | V  | D  | V  | E  | V  | E  | V  | V  | V  | V  | V  | V  | V  | E  | V  | V  | V  | V  | V  | D  | V  | V  | D  | V  | E  | E  | D  | V  |
| Posició  | 12 | 15 | 10 | 5 | 5 | 9 | 12 | 12 | 8 | 13 | 7  | 9  | 8  | 5  | 5  | 6  | 5  | 3  | 3  | 3  | 2  | 2  | 3  | 4  | 2  | 2  | 2  | 2  | 2  | 3  | 3  | 3  | 3  | 3  | 3  | 3  | 3  | 3  |

Llegenda:

Lloc: C = Casa; T = Transferència.
Resultat: V = Victòria; E = empat; D = Derrota.